# Orgères (Ille i Vilaine)
Orgères (en bretó An Heizeg, en gal·ló Orjèrr) és un municipi francès, situat a la regió de Bretanya, al departament d'Ille i Vilaine. L'any 2006 tenia 3.573 habitants. Limita amb els municipis de Pont-Péan al nord-oest, Saint-Erblon al nord-est, Bourgbarré a l'est, Chanteloup al sud-est, Crevin al sud, Laillé al sud-oest, i Bruz al nord-oest.

## Demografia
| 1962                                       | 1968  | 1975  | 1982  | 1990  | 1999  |
| ------------------------------------------ | ----- | ----- | ----- | ----- | ----- |
| 911                                        | 1.064 | 1.708 | 2.175 | 2.537 | 2.881 |
| Des de 1962: població sense dobles comptes |       |       |       |       |       |

## Administració
| Període | Identitat   | Partit        |
| ------- | ----------- | ------------- |
| 2001-   | Daniel Dein | Divers gauche |